# Trébol Park
Trébol Park es un conjunto de edificios en Monterrey, Nuevo León, México, premiado con la medalla de oro en la Bienal del Colegio de Arquitectos de Nuevo León. Es una obra póstuma del arquitecto Agustín Landa Vértiz con más de 13,5000 m². Se dio por concluido en el año 2017.
Está ubicado en una zona comercial y corporativa importante dentro del área metropolitana de Monterrey, que concentra lugares como Fashion Drive, Plaza Fiesta San Agustín, Metropolitan Center, la Torre Comercial América, la Torre Avalanz, los hoteles Camino Real, Quinta Real, Holiday Inn, SAFI, Live Aqua y Grand Fiesta Americana, albergando a los últimos dos en una de sus torres.

## Diseño
Está compuesto por dos torres de 23 y 25 niveles de planta con forma triangular. Es una variación de la Torre Avalanz; en estos edificios los núcleos de concreto en las aristas de los triángulos concentran los servicios y las circulaciones verticales, a la vez que soportan plantas libres. Las torres, ubicadas en los vértices nor-poniente y nor-oriente, se estructuran mediante tres núcleos de concreto ubicados en sus mismos vértices y donde se alojan las circulaciones verticales y áreas de servicio. Cada torre adapta el mismo concepto al programa de su uso: las oficinas cuentan con la planta completa y el entrepiso adecuado para el uso de oficinas, mientras que la torre destinada al hotel, debido a la disposición perimetral de las habitaciones en la planta, elimina el espacio central de ésta, dando lugar a un atrio de múltiple altura. Es el atrio más alto de Monterrey.
La torre poniente está destinada para 21 pisos de oficinas. La torre oriente alberga dos hoteles cuyos cuartos están organizados en tres secciones por planta, con vistas hacia el exterior y pasillos hacia un vacío central, el cual está techado por una retícula triangular de cristal y acero, igual a la del motor lobby de los hoteles. La torre poniente, sin atrio, alberga oficinas. Las torres comparten una gran plaza con dos niveles de comercios. 
La plaza comercial, ubicada en los tres primeros niveles del conjunto, funge como el elemento que da unidad al desarrollo, abrazando la plaza central y organizando los recorridos y espacios vestibulares de todos los usos. A los dos extremos, los comercios culminan con plantas de forma circular, ya que son continuaciones de las rampas del estacionamiento debajo de ellas. El conjunto logra responder a las principales vistas del terreno: la Sierra Madre hacia el Sur, la Huasteca hacia el Poniente y el Cerro de la Silla hacia el Oriente. La plaza central se localiza por encima del nivel de la avenida, evitando la contaminación sonora debido al intenso tráfico vehicular característico de la zona. Una gran escalinata sirve como acceso desde la calle.

## Partes clave del diseño arquitectónico
- 2 Hoteles (Grand Fiesta Americana y Live Aqua Urban Resort) - 254 habitaciones en total.
- Área Comercial de 6,810 m2 (47 locales).
- 21 pisos de Oficinas
- Restaurantes, bares, galerías, tiendas de retail, bodegas
- Más de 2,150 cajones de estacionamiento.
- Amplias áreas verdes y terrazas.[4]

## Sustentabilidad
Trébol Park fue planeado como un proyecto sostenible mediante dos conceptos fundamentales:
1. Orientación. La disposición de las torres, así como su geometría, evita la incidencia solar de manera directa sin perder las vistas panorámicas hacia todas las orientaciones del entorno.
2. Áreas Verdes. Por un lado, un gran jardín central funge como el espacio principal del proyecto. Por otro lado, la densificación del proyecto, permite integrar una serie de jardines y áreas de absorción natural lo cual también permitió respetar la vegetación preexistente más significativa.

## Reconocimientos
En 2019, Trébol Park ganó la Medalla de Oro de la Bienal de Arquitectura de Nuevo León.
En 2020, Trébol Park fue finalista de los Archmarathon Awards en Miami.
En 2020 se llevó a cabo la exposición temporal “Trébol Park, Exploraciones Geométricas”, en el Colegio de Arquitectos de Nuevo León.